# تاريخ لوكسمبورغ

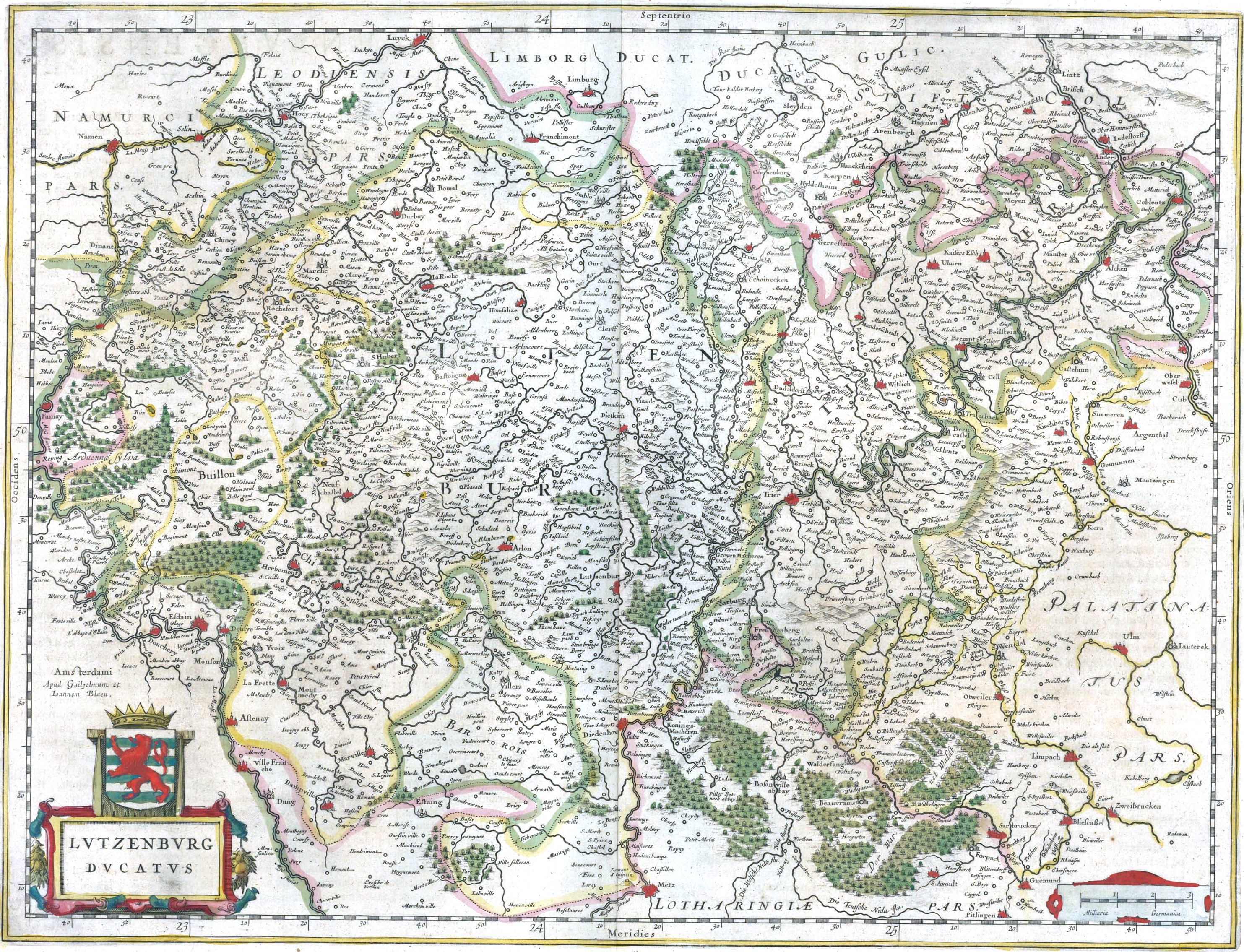

تاريخ لوكسمبورغ يتكون من تاريخ المنطقة الجغرافية لوكسمبورغ.
على الرغم من أن التاريخ المسجل للوكسمبورغ يمكن إرجاعه إلى عصور روما القديمة،إلا أن تاريخ لوكسمبورغ المناسب قد يبدأ من 963. وعلى مدى القرون الخمسة التالية، ظهر آل لوكسمبورغ الأقوياء ولكن انقراضها وضع حداً لاستقلال لوكسمبورغ. وبعد فترة وجيزة من حكم دوقية بورغونيا، تم تمرير لوكسمبورغ إلى عائلة هابسبورغ في 1477.

## أزمة 1867
في عام 1867، تأكد استقلال لوكسمبورغ، بعد فترة مضطربة تضمنت فترة وجيزة من الاضطرابات المدنية ضد خطط ضم لوكسمبورغ إلى بلجيكا أو ألمانيا أو فرنسا. كادت أزمة عام 1867 أن تسبب حربًا بين فرنسا وبروسيا حول وضع لوكسمبورغ، والتي أصبحت خالية من السيطرة الألمانية عندما أُلغي الاتحاد الألماني في نهاية حرب الأسابيع السبعة في عام 1866.
كان وليام الثالث، ملك هولندا، وسيادة لوكسمبورغ، على استعداد لبيع الدوقية الكبرى للإمبراطور الفرنسي نابليون الثالث من أجل الاحتفاظ بمدينة ليمبورغ، لكنه تراجع عندما عبّر المستشار البروسي أوتو فون بسمارك عن معارضته. أدى التوتر المتزايد إلى عقد مؤتمر في لندن من مارس إلى مايو 1867 عمل فيه البريطانيون كوسطاء بين الخصمين. حُلّت المشكلة من خلال معاهدة لندن الثانية التي ضمنت الاستقلال والحياد الدائم للدولة ثم هُدمت جدران القلعة وسُحبت الحامية البروسية. 
كان من بين زوار لوكسمبورغ المشهورين في القرنين الثامن والتاسع عشر الشاعر الألماني يوهان فولفغانغ فون غوته، والكتاب الفرنسيين إميل زولا وفيكتور هوغو، والملحن فرانز ليزت، والرسام الإنجليزي جوزيف مالورد وليام تورنر.

## الحرب العالمية الأولى
أثرت الحرب العالمية الأولى على لوكسمبورغ في وقت كانت فيه عملية بناء الدولة بعيدة عن الاكتمال. اختارت الدوقية الصغرى (نحو 260.000 نسمة في عام 1914) سياسة غامضة بين عامي 1914 و1918. مع احتلال القوات الألمانية للبلاد، اختارت الحكومة بقيادة بول إيشين أن تظل محايدة. وُضعت هذه الاستراتيجية بموافقة ماري أديلايد، دوقة لوكسمبورغ الكبرى. على الرغم من أن الاستمرارية سادت على المستوى السياسي، تسببت الحرب في حدوث اضطرابات اجتماعية، والتي وضعت الأساس لأول اتحاد تجاري في لوكسمبورغ.

## فترة ما بين الحربين
كانت نهاية الاحتلال في نوفمبر 1918، تزامنًا مع فترة من عدم اليقين على المستويين الدولي والوطني. رفض الحلفاء المنتصرون الخيارات التي اتخذتها النخب المحلية، وطالب بعض السياسيين البلجيكيين (بإعادة) اندماج البلاد في بلجيكا الكبرى. داخل لوكسمبورغ، طالبت أقلية قوية بإنشاء جمهورية. في النهاية، ظلت الدوقية الكبرى ملكية ولكن كان يقودها رئيس جديد للدولة، شارلوت. في عام 1921، دخلت في اتحاد اقتصادي ونقدي مع بلجيكا. ومع ذلك، ظلت ألمانيا خلال معظم القرن العشرين أهم شريك اقتصادي لها.
أدى إدخال حق الاقتراع العام للرجال والنساء إلى تفضيل حزب اليمين الذي لعب الدور المسيطر في الحكومة طوال القرن العشرين، يعود نجاح الحزب الناتج جزئياً إلى دعم الكنيسة - كان السكان أكثر من 90 في المائة من الكاثوليك - وصحيفتها، لوكسمبورغ وورت.
على المستوى الدولي، تميزت فترة ما بين الحربين بمحاولة وضع لوكسمبورغ على الخريطة.  وشاركت الدولة بشكل أكثر فاعلية في العديد من المنظمات الدولية، خاصة في عهد جوزيف بيش، رئيس وزارة الخارجية، من أجل ضمان استقلاليتها. في 16 ديسمبر 1920، أصبحت لوكسمبورغ عضوا في عصبة الأمم. على المستوى الاقتصادي في العشرينيات والثلاثينيات من القرن الماضي، تراجع القطاع الزراعي لصالح الصناعة، ولكن بشكل أكبر بالنسبة لقطاع الخدمات. ارتفعت نسبة السكان النشطين في هذا القطاع الأخير من 18% عام 1907 إلى 31% عام 1935.
في الثلاثينيات من القرن الماضي، تدهور الوضع الداخلي، حيث تأثرت السياسة اللوكسمبورغية بسياسات اليسار واليمين الأوروبي. حاولت الحكومة مواجهة الاضطرابات التي يقودها الشيوعيون في المناطق الصناعية واستمرت السياسات الودية تجاه ألمانيا النازية، ما أدى إلى الكثير من الانتقادات.

## التاريخ الحديث (منذ عام 1945)
بعد الحرب العالمية الثانية، تخلت لوكسمبورغ عن سياستها الحيادية، عندما أصبحت عضوًا مؤسسًا في منظمة حلف شمال الأطلسي (الناتو) والأمم المتحدة، وهي من الدول الموقعة على معاهدة روما، والتي شكلت اتحادًا نقديًا مع بلجيكا (اتحاد جمارك البنلوكس في عام 1948)، واتحادًا اقتصاديًا مع بلجيكا وهولندا.
بين عامي 1945 و2005، تغير الهيكل الاقتصادي في لوكسمبورغ بشكل كبير. أدت أزمة قطاع التعدين، التي بدأت في منتصف السبعينيات واستمرت حتى أواخر الثمانينيات، إلى دفع البلاد إلى الركود الاقتصادي تقريبًا، نظرًا للهيمنة المتجانسة لهذا القطاع. نجحت لجنة التنسيق الثلاثية، المكونة من أعضاء الحكومة وممثلي الإدارة والقادة النقابيين، في منع الاضطرابات الاجتماعية الكبرى خلال تلك السنوات، ما خلق أسطورة نموذج لوكسمبورغ الذي يتميز بالسلام الاجتماعي. على الرغم من أن لوكسمبورغ تمتعت في السنوات الأولى من القرن الحادي والعشرين بواحد من أعلى دخول الفرد من الدخل القومي الإجمالي في العالم، إلا أن هذا يرجع أساسًا إلى قوة قطاعها المالي، الذي اكتسب أهمية كبيرة في نهاية الستينيات. بعد خمسة وثلاثين عامًا، نشأ ثلث عائدات الضرائب من هذا القطاع. ومع ذلك، فإن تنسيق النظام الضريبي في جميع أنحاء أوروبا يمكن أن يؤثر بشكل خطير على الوضع المالي للدولة الكبرى.
كانت لوكسمبورغ من أقوى المدافعين عن الاتحاد الأوروبي وفقًا لتقليد روبرت شومان. كان أحد الأعضاء المؤسسين الستة للمجموعة الأوروبية للفحم في عام 1952 وللمجموعة الاقتصادية الأوروبية (الاتحاد الأوروبي لاحقًا) في عام 1957؛ انضمت لوكسمبورغ في عام 1999 إلى منطقة عملة اليورو.
اتبعت لوكسمبورغ سياسة التواجد في المنظمات الدولية بتشجيع من الاتصالات التي أجريت مع الحكومتين الهولندية والبلجيكية في المنفى. في سياق الحرب الباردة، اختارت لوكسمبورغ بوضوح انضمام الغرب إلى حلف الناتو في عام 1949. ونادرًا ما شُكّك بالانخراط في إعادة الإعمار الأوروبي لاحقًا، إما من قبل السياسيين أو من قبل عدد أكبر من السكان.
على الرغم من مساحتها الصغيرة، غالبًا ما لعبت لوكسمبورغ دورًا وسيطًا بين الدول الكبرى.  كان دور الوسيط هذا، لا سيما بين الدولتين الكبيرتين المتصارعتين دائمًا، ألمانيا وفرنسا، يُعتبر أحد الخصائص الرئيسية لهويته الوطنية، ما سمح للوكسمبورغيين بعدم الاختيار بين أحد هاتين الدولتين. كما استضافت البلاد عددًا كبيرًا من المؤسسات الأوروبية مثل محكمة العدل الأوروبية.
لم يعد صغر حجم لوكسمبورغ يمثل تحديًا لوجود البلد، وكان إنشاء البنك المركزي (1998) وجامعة لوكسمبورغ (2003) دليلًا على رغبتها المستمرة في أن تصبح حقيقية. كان القرار في عام 1985 بإعلان اللغة اللوكسمبورغية اللغة الوطنية أيضًا خطوة في تأكيد استقلال البلاد. في الواقع، اتسم الوضع اللغوي في لوكسمبورغ بثلاثية اللغات: إذ كانت اللوكسمبورغية هي اللغة العامية المنطوقة، والألمانية هي اللغة المكتوبة، واللغة الفرنسية هي لغة الخطابات الرسمية والقانون.
في عام 1995، قدمت لوكسمبورغ رئيس المفوضية الأوروبية، رئيس الوزراء السابق جاك سانتر، الذي اضطر لاحقًا إلى الاستقالة في مارس 1999 بسبب اتهامات بالفساد ضد أعضاء آخرين في المفوضية.
في 10 سبتمبر 2004، أصبح السيد يونكر الرئيس شبه الدائم لمجموعة وزراء المالية من ضمن 12 دولة تشترك بعملة اليورو، وهو الدور الذي أدى به إلى لقب (السيد يورو).
في 10 يوليو 2005، بعد تهديدات رئيس الوزراء يونكر بالاستقالة، حصل الدستور الأوروبي المقترح على موافقة 56.52% من الناخبين.
في يوليو 2013، أعلن رئيس الوزراء جان كلود يونكر استقالته بعد فضيحة المخابرات. بعد كان رئيسًا للوزراء منذ عام 1995.

## مزيد من القراءة
- Péporté, Pit; Kmec, Sonja; Majerus, Benoît and Margue, Michel Inventing Luxembourg. Representations of the Past, Space and Language from the Nineteenth to the Twenty-first Century, Vol. 1 of the Collection ‘National Cultivation of Culture’, ed. Joep Leerssen (Leiden/Boston: Brill) (2010)
- Arblaster, Paul. A History of the Low Countries (Palgrave Essential Histories) (2005)
- Blom, J.C.H. History of the Low Countries (2006)
- de Vries, Johan. "Benelux, 1920-1970," in C. M. Cipolla, ed. The Fontana Economic History of Europe: Contemporary Economics Part One (1976) pp 1–71
- Kossmann, E. H. The Low Countries 1780–1940 (1978)